# Квінт Цецилій Метелл (лихвар)
Квінт Цецилій Метелл (лат. Quintus Caecilius Metellus; близько 139 до н. е. — 58 до н. е.) — відомий фінансист часів пізньої Римської республіки.

## Життєпис
Походив з роду нобілів Цециліїв Метеллів. Стосовно його батька існують суперечності. Найімовірнішим є Марк Цецилій Метелл, консул 115 року до н. е. За іншими здогадками менш імовірними кандидатурами є Гай Цецилій Метелл Капрарій, Луцій Цецилій Метелл Кальв. Замолоду брав участь як контубернал у походах Капрарія і Цецилія Метелла Кретіка.
Втім найвідоміший через участь у поході свого родича Луція Ліцинія Лукулла під час Третьої Мітридатової війни. Стосовно військових звитяг Метелла нічого невідомо, проте під час перебування на Сході Квінт Цецилій набув значного статку і водночас захопився елліністичною культурою.
По поверненню до Риму став займатися відкупами та лихварством, іншими фінансовими операціями. Викупив будинок Бебіїв Тамфілів на Аппієвій дорозі. Був відомий одним зі скарезних осіб та жорстких лихварів Риму (призначав 12 % на позики). При цьому відзначився поганою вдачею. Норов Метелла зумів переносити лише його небіж Тіт Помпоній.
Помер 58 року до н. е. Залишив заповіт, за яким всиновив Тіта Помпонія, залишивши його 2/3 статку (10 млн сестерціїв та будинок на Квірінальському пагорбі).